# Die Wunderwelt der Gebrüder Grimm
Die Wunderwelt der Gebrüder Grimm ist ein US-amerikanischer Fantasyfilm von Henry Levin und George Pal aus dem Jahre 1962 mit Laurence Harvey und Karlheinz Böhm in den Hauptrollen.

## Handlung
Die beiden Sprachwissenschaftler Jacob und Wilhelm Grimm arbeiten gerade für den ortsansässigen Herzog, in dessen Auftrag sie dessen Familiengeschichte erfassen sollen. Wilhelm interessiert sich, sehr zum Ärger seines Bruders, dabei mehr für das Sammeln und Aufschreiben der Volks- und Hausmärchen, die in der Bevölkerung erzählt werden, um diesen Kulturschatz für die Nachwelt zu bewahren. Seinen eigenen Kindern erzählt er so eines Abends das Märchen Die tanzende Prinzessin.
Als die beiden Brüder mit ihrer Arbeit an der Familiengeschichte fertig sind, will Wilhelm sich nun ganz auf die Märchen konzentrieren und den Buchhändler Stossel dafür begeistern, in dem er in dessen Laden das Märchen Der Schuster und die Zwerge erzählt.
Doch dann werden Jakob und Wilhelm wieder zum Herzog gerufen: Dieser hält ihre Arbeit für unvollständig und fordert Nachbesserungen. Und so fahren die beiden am nächsten Tag mit einem Rheinschiff zu dem Ort Rheinburg und trennen sich dort, um jeder für sich in den dortigen Archiven das entsprechende Material zusammenzutragen. Dort hört Wilhelm von der alten Märchenerzählerin Anna Richter, die in einer Waldhütte in der Nähe der Stadt lebt. Er eilt dorthin und hört zu, wie sie den einheimischen Kindern das Märchen Der singende Knochen erzählt. Er lässt sich von ihr noch weitere Märchen diktieren und verpasst so beinahe die Abfahrt des Schiffes für den Rückweg.
Auf seinem Lauf zum Schiffsanleger, wo er auch Jakob wiedertreffen soll, stolpert er und verliert dabei unbemerkt das Manuskript der Familiengeschichte, welches er bei sich trug. Als sie den Verlust bemerken, reagiert Jakob wütend und trennt sich auf der Stelle von Wilhelm, da er mit ihm zusammen keine Zukunft mehr für sich sieht.
Wilhelm schleppt sich, von einer Lungenentzündung geschwächt, die er sich in Rheinburg eingefangen hat, allein zum Herzog und gesteht ihm den Verlust des Manuskripts. Auch dieser reagiert wütend und fordert die sofortige Bezahlung der Miete für das Haus, in der Wilhelm mit seiner Familie und Jakob während der Arbeit für den Herzog eigentlich mietfrei wohnen konnten. Wilhelm bricht zusammen und wird nach Hause gebracht. In seinen Fieberträumen erscheinen ihm die Figuren seiner Märchen, die ihm mitteilen, dass sie ohne seine Hilfe nicht überleben können. Davon angetrieben geht sein Fieber zurück, und er ist wieder auf dem Wege der Besserung.
Derweil ist Jakob, von seinem schlechten Gewissen getrieben, wieder nach Hause zurückgekehrt und treibt zusammen mit Stossel das Geld für die Miete auf. Jakob will mit Wilhelm weiter arbeiten und löst dafür sogar seine Verlobung mit der aus Berlin stammenden jungen Greta Heinrich, die daraufhin enttäuscht in ihre Heimatstadt zurückkehrt. Jakob und Wilhelm veröffentlichen weitere sprachwissenschaftliche Werke, aber auch die gesammelten Märchen, welche auf dem Buchmarkt große Erfolge feiern.
Schließlich werden die beiden zu Ehrenmitgliedern der Berliner Akademie ernannt. Doch sie sind gekränkt, weil in der schriftlichen Ehrung nur die wissenschaftlichen Werke, nicht jedoch die Märchen erwähnt werden. Als die beiden in Berlin eintreffen, strömen auf dem Bahnhof auf einmal aus allen Richtungen massenweise Kinder herbei, die sie lautstark auffordern, ihnen Märchen zu erzählen. Angetrieben werden sie von Greta Heinrich, die Jakob dort glücklich wiedersieht. Wilhelm beginnt das Erzählen mit Es waren einmal... zwei unzertrennliche Brüder. Die Kinder jubeln laut, der Film endet hiermit.

## Kritiken
„Aufwendiger Ausstattungsfilm nach Hollywood-Art, der drei Märchen der Brüder Grimm – Die tanzende Prinzessin, Der Schuster und die Zwerge, Der singende Knochen – in eine (sachlich nicht immer richtige) biografische Rahmenhandlung bettet. Vom Geist der Märchen weit entfernte anspruchslose Familienunterhaltung.“

## Hintergrund
- Produzent George Pal stellte den Film für MGM und Cinerama her. Für beide Filmgesellschaften war es der zweite Spielfilm, der im dreistreifigen Cinerama-Format gedreht wurde. Er kam noch vor Das war der Wilde Westen in die Kinos.
- Zwei Regisseure waren am Film beteiligt: George Pal, der auf seine Puppetoons und die Stop-Motion-Technik zurückgriff, übernahm die Regie der drei Märchenepisoden. Henry Levin führte die Regie bei der Rahmenhandlung, die im Herbst 1961 in Rothenburg ob der Tauber, Dinkelsbühl, Schloss Weikersheim, Spay, im Rheintal und bei Schloss Neuschwanstein stattfanden.
- Einen Auftritt als Kinderchor von Rheinburg hatten die Regensburger Domspatzen.
- Der in einigen Szenen verwendete Seitenrad-Schleppdampfer ist die Oscar Huber.[2]

## Auszeichnungen
- 1963: Oscar: Beste Kostüme in einem Farbfilm
- 1963: Oscar-Nominierung: Beste Kamera in einem Farbfilm
- 1963: Oscar-Nominierung: Beste Ausstattung in einem Farbfilm
- 1963: Oscar-Nominierung: Beste Musikbearbeitung

## Soundtrack
- Leigh Harline, Bob Merrill und Charles Beaumont: The Wonderful World of the Brothers Grimm. Original Motion Picture Soundtrack. Auf: The Wonderful World of the Brothers Grimm & The Honeymoon Machine. TCM / Rhino  / Film Score Monthly (FSM), Hollywood 2010. Tonträger-Nr. FSM Vol. 13 No. 4. – stereofone Originalaufnahme der Filmmusik durch das M-G-M Studio Orchestra unter der Leitung von Leigh Harline sowie einer Einspielung durch das David Rose Orchestra